# 1664 en arts plastiques
| Années des arts plastiques : 1661 - 1662 - 1663 - 1664 - 1665 - 1666 - 1667    |
| Décennies des arts plastiques : 1630 - 1640 - 1650 - 1660 - 1670 - 1680 - 1690 |

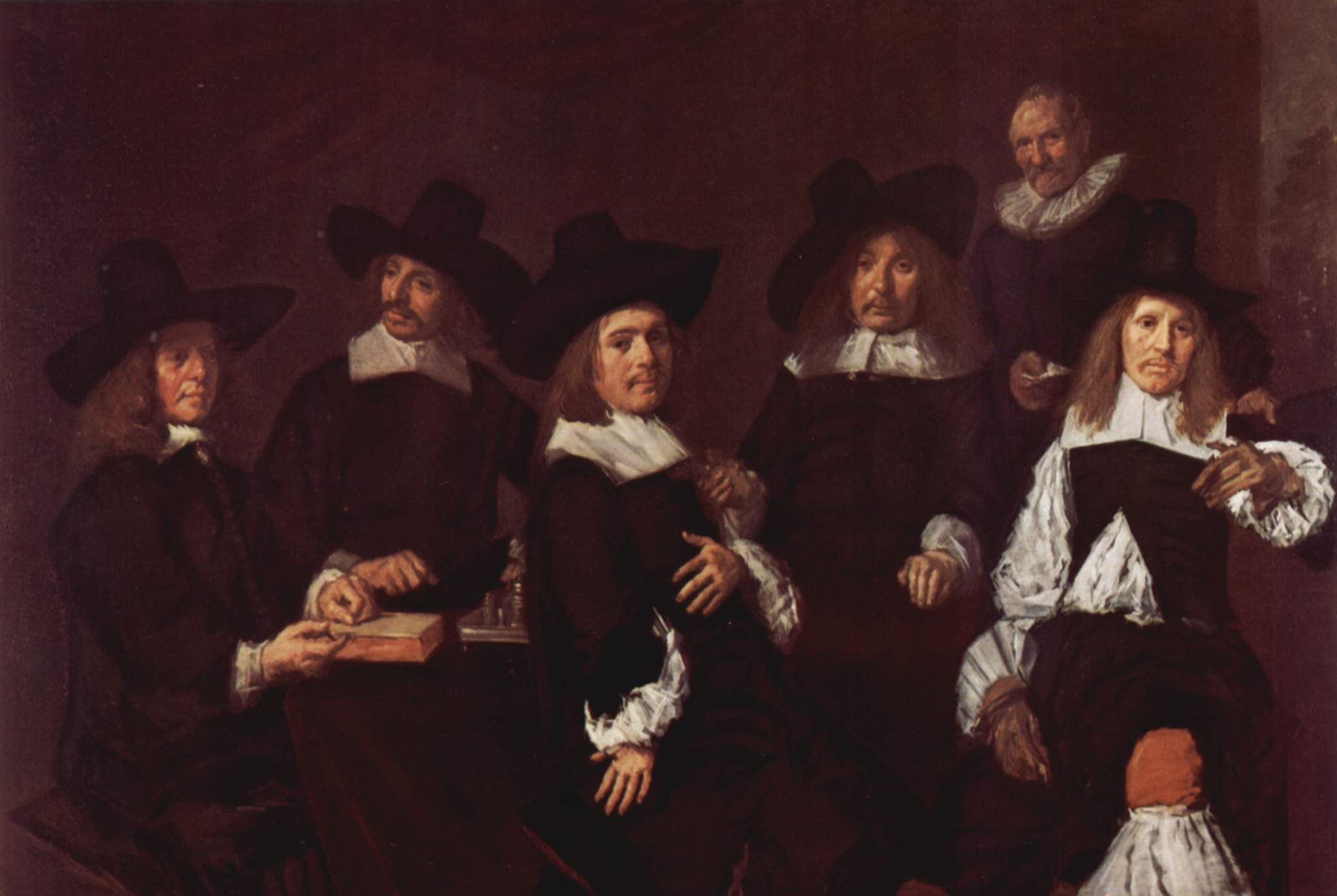
Les Régents, de Frans Hals.

Cette page concerne l'année 1664 en arts plastiques.

## Œuvres
- 1660-1664 : Nicolas Poussin peint les Quatre Saisons (musée du Louvre),
- 1664-1665 : Vue de Bruxelles peint par Jean-Baptiste Bonnecroy.

## Naissances
- 3 juin : Rachel Ruysch, peintre néerlandaise († 12 août 1750),
- 13 juin : Giovanni Antonio de Grott, peintre italien († 27 décembre 1712),
- 19 décembre : François Jouvenet, peintre français († 8 avril 1749),
- Vers 1664 :
- Giacomo Francesco Cipper, peintre italien d'origine autrichienne († 17 octobre 1736).

## Décès
- 4 avril : Adam Willaerts, peintre de marine néerlandais (° 1577),
- 5 mai : Giovanni Benedetto Castiglione, peintre, graveur et imprimeur italien (° 23 mai 1609),
- 11 mai : Salomon de Bray, architecte et peintre néerlandais (° 1597),
- 19 juillet : Egbert van der Poel, peintre néerlandais (° 9 mars 1621),
- 3 août : Jacopo Vignali, peintre italien de l'école florentine (° 5 septembre 1592),
- 9 août : Andries Beeckman, peintre néerlandais (° 31 août 1628),
- 27 août : Francisco de Zurbarán, peintre espagnol (° 6 novembre 1598),
- ? :
  - Maerten Boelema de Stomme,  peintre de natures mortes hollandais (° 17 février 1611),
  - René Guérineau, graveur et marchand d'estampes français (° 1605),
  - Angelo Nardi, peintre italien (° 19 février 1584),
  - (ap. 11 juillet) Philips Angel II, peintre néerlandais (° c. 1618).